# Aridelus longiterebra
Aridelus longiterebra är en stekelart som beskrevs av Guang Yu Luo 1997. Aridelus longiterebra ingår i släktet Aridelus och familjen bracksteklar. Inga underarter finns listade.